# Verordnung (EU) 2016/1104
Die Verordnung (EG) Nr. 2016/1104 (PartGüVO) des Rates zur Durchführung der Verstärkten Zusammenarbeit im Bereich der Zuständigkeit, des anzuwendenden Rechts und der Anerkennung und Vollstreckung von Entscheidungen in Fragen güterrechtlicher Wirkungen eingetragener Partnerschaften, regelt die Güterstände von Personen in eingetragenen Partnerschaften bei grenzüberschreitenden, gesetzlichen oder vertraglichen, Sachverhalten.
Die PartGüVO ist eine von zwei Verordnungen der Europäischen Union  zu Güterständen natürlicher Personen (Details, die für beide Verordnungen gelten, siehe: Europäische Güterrechtsverordnungen).

## Geschichte
Diese Verordnung ist zusammen mit der Verordnung (EU) 2016/1103 (EheGüVO) Teil des Raum der Freiheit, der Sicherheit und des Rechts, in dem der freie Personenverkehr gewährleistet wird. Auf der Tagung vom 15./16. Oktober 1999 in Tampere hatte der Europäische Rat den Grundsatz der gegenseitigen Anerkennung von Urteilen und anderen Entscheidungen von Justizbehörden als Eckstein der justiziellen Zusammenarbeit in Zivilsachen unterstützt. Es wurde der Rat und die Europäische Kommission aufgefordert, ein Maßnahmenprogramm zur Umsetzung dieses Grundsatzes anzunehmen. Ein Maßnahmenprogramm wurde daraufhin am 30. November 2000 angenommen, in welchem auch die Ausarbeitung eines Rechtsinstruments zu Fragen des ehelichen Güterstands in Aussicht gestellt wurde.
Anlässlich der am 4./5. November 2004 stattgefundenen Tagung des Europäischen Rates in Brüssel wurde ein neues Programm mit dem Titel Haager Programm zur Stärkung von Freiheit, Sicherheit und Recht in der Europäischen Union angenommen, welches auch für die Ausarbeitung eines Grünbuchs durch die Europäische Kommission Grundlage war. Das daraufhin ausgearbeitet Grünbuch über das Kollisionsrecht im Bereich des Güterstands, einschließlich der Frage der Zuständigkeit und der gegenseitigen Anerkennung wurde am 17. Juli 2006 von der Europäischen Kommission angenommen und auf dieser Grundlage eine umfassende Konsultation eingeleitet.
Auf der Tagung des Europäischen Rats vom 10./11. Dezember 2009 in Brüssel wurde das Stockholmer Programm – Ein offenes und sicheres Europa im Dienste und zum Schutz der Bürger angenommen, durch welches der Grundsatz der gegenseitigen Anerkennung von nationalen Entscheidungen auf Bereiche ausgeweitet werden sollte, die bisher noch nicht erfasst waren, aber den Alltag der Bürger wesentlich prägen, wie auch z. B. das Ehegüterrecht. Dabei sollten die Rechtssysteme einschließlich der öffentlichen Ordnung (ordre public) und die nationalen Traditionen der Unionsmitgliedstaaten berücksichtigt werden.
Im Bericht über die Unionsbürgerschaft 2010 – Weniger Hindernisse für die Ausübung von Unionsbürgerrechten vom 27. Oktober 2010 kündigte die Europäische Kommission die Vorlage eines Legislativvorschlags an, der Hindernisse für die Freizügigkeit und insbesondere die Schwierigkeiten überwinden soll, mit denen Paare bei der Verwaltung ihres Vermögens oder bei dessen Teilung konfrontiert sind. Die Ankündigung des Legislativvorschlag mündete in einen Vorschlag für eine Verordnung des Rates über die Zuständigkeit, das anzuwendende Recht, die Anerkennung und die Vollstreckung von Entscheidungen im Bereich des Ehegüterrechts und einen Vorschlag für eine Verordnung des Rates über die Zuständigkeit, das anzuwendende Recht, die Anerkennung und die Vollstreckung von Entscheidungen im Bereich des Güterrechts eingetragener Partnerschaften der Europäischen Kommission vom 16. März 2011.
Nach langjährigen Beratungen stellte der Rat der Europäischen Union anlässlich der Tagung vom 3. Dezember 2015 fest, dass für die beiden Verordnungsvorschläge (EheGüVO und PartGüVO) keine Einstimmigkeit erzielt werden konnte. Daher richteten zwischen Dezember 2015 und Februar 2016 Belgien, Bulgarien, Deutschland, Frankreich, Finnland, Griechenland, Italien, Kroatien, Luxemburg, Malta, die Niederlande, Österreich, Portugal, Schweden, Slowenien, Spanien und Tschechien, Anträge an die Kommission, um diese Güterrechtsverordnungen untereinander im Rahmen einer Verstärkten Zusammenarbeit umzusetzen. Zypern hat im März 2016 den Antrag auf Teilnahme an der Verstärkten Zusammenarbeit gestellt. Am 9. Juni 2016 erließ der Rat den Beschluss (EU) 2016/954 über die Ermächtigung zu dieser Verstärkten Zusammenarbeit.
Die PartGüVo wurde am 24. Juni 2016 unterzeichnet, am 8. Juli 2016 im Amtsblatt der Europäischen Union veröffentlicht, trat am 27. Juli 2016 in Kraft und ist im Wesentlichen ab dem 29. Januar 2019 in den Unionsmitgliedstaaten, die an der Verstärkten Zusammenarbeit teilnehmen, anzuwenden.

## Rechtsgrundlage
Diese unmittelbar geltende Verordnung ist im Rahmen einer Verstärkten Zusammenarbeit (Artikel 20 EUV, Artikel 326 bis 334 AEUV) ergangen und nur für die Unionsmitgliedstaaten verbindlich, welche an dieser teilnehmen. Dies sind mit Stand 2019 folgende 18 Unionsmitgliedstaaten: Belgien, Bulgarien, Deutschland, Finnland, Frankreich, Griechenland, Italien, Kroatien, Luxemburg, Malta, Niederlande, Österreich, Portugal, Schweden, Slowenien, Spanien, Tschechien und Zypern. An der Verstärkten Zusammenarbeit nicht teilnehmende Unionsmitgliedstaaten werden wie Drittstaaten angesehen und wenden nur ihr eigenes nationales Recht an. Diese können sich jedoch jederzeit der Verstärkten Zusammenarbeit anschließen.
Die Form der Verstärkten Zusammenarbeit wurde gewählt, weil das nach Artikel 81 Abs. 3 AEUV ansonsten erforderliche Einstimmigkeitserfordernis des Rates nicht erreichbar gewesen wäre, da in einigen Unionsmitgliedstaaten die gleichgeschlechtliche Ehe bzw. Partnerschaft abgelehnt wird.

## Aufbau der Verordnung
- KAPITEL I (ANWENDUNGSBEREICH UND BEGRIFFSBESTIMMUNGEN)
  - Artikel 1 bis 3
- KAPITEL II (GERICHTLICHE ZUSTÄNDIGKEIT)
  - Artikel 4 bis 19
- KAPITEL III (ANZUWENDENDES RECHT)
  - Artikel 20 bis 35
- KAPITEL IV (ANERKENNUNG, VOLLSTRECKBARKEIT UND VOLLSTRECKUNG VON ENTSCHEIDUNGEN)
  - Artikel 36 bis 57
- KAPITEL V (ÖFFENTLICHE URKUNDEN UND GERICHTLICHE VERGLEICHE)
  - Artikel 58 bis 60
- KAPITEL VI (ALLGEMEINE UND SCHLUSSBESTIMMUNGEN)
  - Artikel 61 bis 70